# Wichmann III
Wichmann III (probabilmente tra il 955 e il 960 – Montferland, 5 ottobre 1016) fu un conte sassone del clan dei Billunghi.

## Biografia

### Origini e famiglia
Wichann è documentato per la prima volta con certezza il 9 febbraio 989, quando, in un documento dell'imperatore Ottone III, appare come Vogt dell'abbazia di Borghorst. Forse apparve nelle fonti già nel 979, quando l'imperatore Ottone II cedette a sua moglie Teofano in pago Ambraga in comitatu Wichmanni il luogo Pateleke (Bilderlahe, a est di Bad Gandersheim). L'ipotesi che Wichmann fosse figlio del conte Ecberto il Guercio non può essere confermata da fonti storiche. La madre di Wichmann è sconosciuta. Il suo possibile zio, il conte Wichmann II il Giovane, cadde nel 967 come nemico dell'impero nella lotta a fianco degli slavi contro il principe della stirpe Piast Mieszko I. Wichmann III era strettamente imparentato sia con gli Ottoni che con i duchi sassoni. Il suo presunto nonno, il conte Wichmann I il Vecchio, era un fratello di Ermanno Billung. La moglie di Wichmann il Vecchio, e quindi nonna di Wichmann III, era una sorella della regina Matilde della stirpe degli Immedingi.
Wichmann III era sposato con una figlia del prefetto/marchese Gottfried, che è presumibilmente da identificare con Reinmod (Reinmoud, Reginmuod, Reginmodis, Renmed, Richmoet, Richmod), un cugino del conte Balderico di Drenthe. Da parte sua, Balderico si sposò in seconde nozze con Adela di Hamaland, la madre del vescovo di Paderborn Meinwerk.
Wichmann III ebbe una figlia, Frederuna (Vrederuna), e un figlio che era ancora minorenne quando morì nel 1016, il cui nome era Gottfried (come il padre di sua madre) o anche Wichmann (IV). Figli o fratelli di maggior età di Wichmann III non dovevano essere ancora vivi al momento del trapasso, poiché il duca Bernardo II ne assunse la tutela. Il figlio di Wichmann probabilmente morì presto, perché non assunse nessuno degli uffici del padre. Una figlia o nipote di Wichmann III potrebbe essere stato Richenza, che sposò prima il conte Ermanno III di Werl e poi Ottone di Northeim, temporaneamente duca di Baviera.

### Al servizio del re ed azione politica
Wichmann doveva anche avere diritti di sovranità in Frisia, dato che c'era un'estesa coniazione di monete con il nome WICHMAN COMES, che in precedenza era stato erroneamente attribuito a Vreden, ma secondo il tipo di conio e i luoghi dove fu trovato, deve essere stato dalla Frisia.
Nel 1001 Ottone III il castello di Dahlum (a Königsdahlum, a sud di Hildesheim) in pago Hastfala sive Ambargau in comitatu filiorum Ekbrahti comitis et nepotis nostri alla diocesi di Hildesheim. Nel 1009 Wichmann III era in possesso di Dahlum.
Wichmann accompagnò Ottone III nella sua terza campagna italiana e, dopo la sua morte nel 1002, ricondusse il corpo del sovrano nel regno tedesco insieme alle regalie imperiali.
Oltre al baliato dell'abbazia di Borghorst (fondata nel 968), Wichmann aveva anche i diritti sull'abbazia di Metelen (fondata nell'889) e probabilmente anche sull'abbazia di Vreden (fondata nell'839), tutti influenzati dal Billung. Nel 993, su richiesta dei due cugini, il duca Bernardo I e il conte Ecberto, il successivo imperatore Ottone III nominò la figlia del duca Godesti come badessa e Wichmann III al baliato dell'abbazia di Metelen. Nel 1014, alla corte reale di Allstedt, Wichmann III, con l'appoggio del popolo, impedì all'imperatore Enrico II di assegnare l'isola di Parey sull'Elba, appartenente all'eredità del margravio Guarniero/Werner, deceduto in disgrazia poco prima, al suo nemico e successore Bernardo, margravio della marca del Nord.
All'inizio del 1016, Wichmann prese parte all'espiazione di Balderico e sua moglie Adela per l'omicidio del figlio di questa, Teodorico di Hamaland, che i due avevano ucciso nel 1014 con i loro ministeriali.

### L'assassinio e la sepoltura
Il 5 ottobre 1016, Wichmann III stesso cadde vittima degli intrighi di Balderico e di sua moglie Adela, il cui racconto del suo assassinio è narrato dalla Cronaca di Tietmaro. Egli, allo scopo di sedare le tensioni tra lui e Balderico, lo invitò nella sua dimora per un banchetto, ricevendo anche dei doni. Balderico allora contraccambiò, invitandolo nel suo castello di Upladen ma, sembra sibilato dalla moglie, fu fatto avvelenare. Egli però non morì e il giorno dopo, con dolori atroci, lasciò il castello. I suoi uomini furono però trattenuti con un espediente e un servo di Balderico uccise Wichmann nei pressi del castello mentre il padrone era presente e quest'ultimo non lo punì per il gesto. Il servo fu comunque ucciso per vendetta da un uomo di Wichmann, venendo però a sua volta ucciso.
Nella casa-monastero del Billungo fu commemorato quel giorno con Vuichmannus com et occisus. Il primo ad occorrere sul luogo del misfatto fu il vescovo di Münster Teodorico, cugino di Tietmaro, il quale accompagnò il corpo di Wichmann III a Vreden (Fretheni civitatem) «tra i suoi antenati» (egli quindi, secondo Tietmaro, non fu sepolto a San Michele a Lüneburg). Infatti, durante i lavori di scavo negli anni 1949-1951, sotto la cripta della chiesa parrocchiale di San Giorgio di Vreden, distrutta durante la guerra, è stata rinvenuta una tomba che con una certa probabilità può essere attribuita a Wichmann, soprattutto perché il cranio del defunto mostrava una frattura. La formulazione di Tietmaro, secondo cui Wichmann fu sepolto ad patres suos, può essere compresa se il fondatore del monastero, Walbert, era egli stesso un membro della stirpe dei Billunghi, poiché ci sono alcune prove.
La vedova di Wichmann III e sua figlia donarono sette chiese nel Münsterland tra il 1022 e il 1032:
- Bentlage (Rheine)
- Ichter (Nordkirchen-Capelle)
- Handorf
- Uentrop
- Coerde
- Appelhülsen
- Varlar